# Hildegard Bechtler
Hildegard Maria Bechtler (geboren am 14. November 1951 in Stuttgart) ist eine deutsche Bühnen- und Kostümbildnerin, die seit den 1970er Jahren in London lebt und in Europa und Nordamerika arbeitet. Seit 1984 ist sie mit dem schottischen Schauspieler Bill Paterson verheiratet, das Paar hat zwei Kinder.

## Leben und Werk
Bechtler wuchs in ihrer Heimatstadt auf und ging in den frühen 1970er Jahren nach London, um am Camberwell College of Arts Malerei zu studieren. Anschließend studierte sie Bühnenbild und Kostüm am Central Saint Martins College of Art and Design. Zu Beginn ihrer Laufbahn arbeitete sie für den Film, wechselte jedoch dann jedoch zum Theater. In einem Interview von 2013 erklärte sie die zwei wesentlichen Gründe dafür: Einerseits ist die Theaterarbeit besser mit dem Familienleben kompatibel, andererseits hat ein Bühnenbildner mehr Kontrolle über das Endergebnis als ein Set Designer beim Film. Sie entwarf zahlreiche Bühnenbilder und fallweise auch die Kostüme für britische Theaterproduktionen, sowohl am Londoner Westend, als auch am Royal National Theatre und an der Royal Shakespeare Company. Ihre Arbeiten wurden mehrfach ausgezeichnet, darunter mit dem bedeutenden Laurence Olivier Award.

### Salzburger Festspiele
1993 debütierte sie bei den Salzburger Festspielen. In diesem Jahr wurde sie von Deborah Warner eingeladen, das Bühnenbild für deren Coriolan-Inszenierung zu übernehmen. Die Kostüme wurden von Chloé Obolensky gestaltet, das Licht von Jean Kalman. Diese Produktion wurde auch im Folgejahr gezeigt. Die 40 Meter breite Bühne der Felsenreitschule, die Zahl von 200 Statisten und die bei dieser Produktion eingesetzten Pferde nannte sie noch zwanzig Jahre später als größte Herausforderung ihrer Laufbahn. 1996 folgte in Salzburg ein Gastspiel der Londoner Deborah-Warner-Inszenierung von Shakespeares Richard II. mit Fiona Shaw in der Titelrolle, Bechtler gestaltete diesmal Bühne und Kostüme. 2016 hat sie die Uraufführungsinszenierung von Thomas Adès’ The Exterminating Angel im Haus für Mozart ausgestattet. Es dirigierte der Komponist, Inszenierung Tom Cairns, Lichtdesign Jon Clark, Dramaturg Christian Arseni.

### Oper
Im Bereich der Oper arbeitet sie überwiegend mit den Regisseuren Tim Albery, Tom Cairns, Terry Gilliam, Peter Hall und Deborah Warner. Eine ihrer frühen Opernproduktionen, wenn nicht die erste, war 1994 Mozarts Don Giovanni beim Glyndebourne Festival Opera – mit dem Orchestra of the Age of Enlightenment, geleitet von Yakov Kreizberg, und mit Deborah Warner als Regisseurin. Diese Produktion wurde 1995 fürs Fernsehen aufgezeichnet und ist auch als DVD erhältlich. Mit Albery erarbeitete sie eine Madama Butterfly für Leeds und Lissabon, eine Aida für Toronto, eine Katja Kabanowa für Oviedo und Boston sowie Mozarts La finta giardiniera für die Santa Fe Opera. Sie gestaltete die Bühne für Peter Halls höchst erfolgreiche Inszenierung von Rossinis La Cenerentola  beim Glyndebourne Festival Opera 2005 und für Terry Gilliams Neuproduktion von Berlioz’ La damnation de Faust im Jahr 2011, die bislang in London, Palermo, Gent und Antwerpen gezeigt und auch verfilmt wurde. Für Cairns Inszenierung von Janáčeks Věc Makropulos beim Edinburgh International Festival 2012, die danach auch an der Opera North in Leeds gezeigt wurde, übernahm sie das Bühnenbild, ebenso für dessen La traviata beim Glyndebourne Festival Opera im Jahr 2014. Sie arbeitete auch am Royal Opera House Covent Garden und an der Washington National Opera, für deren Neuproduktion von Poulencs Le Dialogue des Carmélites sie das Bühnenbild gestaltete. Regie führte die US-amerikanische Regisseurin Francesca Zambello.
Bechtler ist seit 1984 mit dem britischen Schauspieler Bill Paterson verheiratet. Das Paar hat zwei Kinder, einen Sohn und eine Tochter, und lebt in London.

## Auszeichnungen (Auswahl)
- 2010 Green Room Award (Bestes Bühnenbild) – für Schostakowitschs Lady Macbeth von Mzensk (R: Francesca Zambello)
- 2011 Laurence Olivier Award (Beste Kostüme) – für Rattigans After the Dance (R: Thea Sharrock, Royal National Theatre, St James's Theatre London)
- 2013 Nominierung für den Laurence Olivier Award (Bestes Bühnenbild) – für Irving Berlins Top Hat (R: Matthew White, Aldwych Theatre, St James's Theatre London)